# Australian Silky Terrier
Der Australian Silky Terrier ist eine von der Fédération Cynologique Internationale anerkannte australische Hunderasse (FCI-Gruppe 3, Sektion 4, Standard Nr. 236).

## Herkunft und Geschichtliches
Die Rasse entstand ursprünglich aus der Kreuzung von Australian Terrier und Yorkshire Terrier. Eine daraus entstandene seidenhaarige Hündin wurde nach England exportiert. Dort wurde sie mehrfach mit dem Dandie Dinmont Terrier verpaart. Einige Nachkommen kaufte ein McArthur Little, der daraus einen Terriertyp mit feinem, seidigem Fell züchtete und hierzu den Skye Terrier mit einkreuzte. Er wanderte nach Sydney, Australien, aus und führte dort seine Zuchtexperimente weiter. 1904 wurde der erste Australian Terrier Club in Victorian Silky- and Yorkshire Terrier Club umbenannt. Er bezeichnete die Rasse als Victorian Silky Terrier. Zwei Jahre später wurde in Sydney ein weiterer Club gegründet. Er bezeichnete die Rasse als Sydney Silky Terrier. Die von diesen beiden Clubs herausgegebenen Rassestandards wichen in mehreren Punkten voneinander ab. 1955 wurde daraus auf Empfehlung des Australian Kennel Control Council (AKCC) ein einheitlicher Standard mit einheitlichem Namen konzipiert. Vier Jahre später erhielt die Rasse ihre offizielle Anerkennung und wurde in Australian Silky Terrier umbenannt.

## Beschreibung
Ein kompakter, mäßig niedrigstehender Hund von mittlerer Größe (bis 26 cm bei 5,4 kg) und Länge mit fein strukturiertem Gebäude. Der Körper sollte mäßig lang sein im Verhältnis zur Widerristhöhe des Hundes. Das Fell eines Australian Silky Terrier sollte glatt anliegend, fein, glänzend und von seidiger Textur sein; bei den Farben wird als blau und loh (blue and tan) oder graublau und loh angestrebt; je intensiver die Farbe ist, desto besser. Die Ohren des Hundes sollten klein, v-förmig und hoch auf dem Schädel angesetzt sein. Sie werden aufrecht getragen und sind frei von jeglichem langen Haar. Die Welpen werden immer schwarz geboren.

## Wesen
Der Australian Silky Terrier ist ein lebhafter, eifriger und wachsamer Hund, der die typischen Eigenschaften eines Terriers aufweist. Er zeigt sich gegenüber Fremden zunächst reserviert und aufmerksam, was ihn zu einem effektiven Wächter macht. Seine Treue und Intelligenz zeichnen ihn aus, und er hat eine starke Bindung zu seinen Bezugspersonen. Der Australian Silky Terrier verfügt über einen ausgeprägten Jagdtrieb und sollte frühzeitig an Kleintiere gewöhnt werden, um eine gute Sozialisation sicherzustellen.